# Bundesministerium für Arbeit (Österreich)
Das Bundesministerium für Arbeit war zwischen 2020 und 2022 das Arbeitsministerium der Republik Österreich. Durch eine Novelle des Bundesministeriengesetzes 1986 wurde das neue Ministerium zum 29. Jänner 2020 unter der Bundesregierung Kurz II als Bundesministerium für Arbeit, Familie und Jugend begründet. Die Behörde erhielt damit das Ressort Arbeit vom gleichzeitig umbenannten Sozialministerium. Die weiteren Zuständigkeiten entsprechen weitgehend dem bis 2018 existierenden Bundesministerium für Familien und Jugend, nachdem zwischenzeitlich der Kanzleramtsminister die Aufgaben dieses ehemaligen Ministeriums übernommen hatten.
Nach dem Rücktritt von Arbeits-, Familien- und Jugendministerin Christine Aschbacher wurde als ihr Nachfolger Martin Kocher am 11. Jänner 2021 angelobt. Mit der Bundesministeriengesetz-Novelle 2021, BGBl. I Nr. 30/2021, wurden die Familien- und Jugendagenden mit 1. Februar  2021 dem Bundeskanzleramt zugeschlagen und per Entschließung des Bundespräsidenten (BGBl. II Nr. 41/2021) mit Ablauf des 1. Februar 2021 an Kanzleramtsministerin Susanne Raab übertragen. Kocher wurde am 1. Februar, nunmehr ausschließlich für die Arbeitsagenden zuständig, als Bundesminister für Arbeit neuerlich angelobt.
Per 17. Juli 2022 wurden die Agenden des Ministeriums in das neue Bundesministerium für Arbeit und Wirtschaft überführt.

## Aufgaben
Das Bundesministerium für Arbeit ist zuständig für:
- Angelegenheiten des Arbeitsrechts, soweit sie nicht in den Wirkungsbereich des Bundesministeriums für Justiz fallen.
  - Arbeitsvertragsrecht.
    - Arbeitsvertragsrechtliche Sonderregelungen für einzelne Arbeitnehmergruppen, wie Angelegenheiten des Urlaubes und der Schlechtwetterentschädigung für Bauarbeiter;
    - Angelegenheiten der Heimarbeit und der Rechtsverhältnisse arbeitnehmerähnlicher Personen;
    - hingegen nicht arbeitsvertragsrechtliche Regelungen, bei denen andere Gegenstände des bürgerlichen Rechts im Vordergrund stehen.

  - Arbeitnehmerschutzrecht.
    - Arbeitsmedizinische Angelegenheiten des Arbeitnehmerschutzes;
    - Angelegenheiten des Lehrlingsschutzes und des Heimarbeitsschutzes;
    - Arbeitsinspektorate.

  - Arbeits- und Betriebsverfassungsrecht.
    - Gesetzliche Interessenvertretungen der Arbeitnehmer;
    - Angelegenheiten des Schlichtungswesens;
    - Angelegenheiten der Betriebsvertretung.

  - Kollektive Rechtsgestaltung auf dem Gebiet des Arbeitsrechts.
    - Recht der Gesamtarbeitsverträge und der Festsetzung von Lohntarifen.
- Angelegenheiten des Arbeitsmarktes.
- Angelegenheiten der Arbeitslosenversicherung.

## Organisation
Das Bundesministerium für Arbeit gliedert sich wie folgt.
- Bundesminister für Arbeit
  - Kabinett des Bundesministers
- Generalsekretärin
  - Büro der Generalsekretärin
  - Interne Revision
  - Sektion I: Präsidium
    - Abteilung I/1: Personal- und Organisationsmanagement
    - Abteilung I/2: Budgetangelegenheiten
    - Abteilung I/3: Prüfbehörde ESF
    - Abteilung I/4: Verbindungsdienst, Parlamentarische Anfragen, Ministerrat und allgemeine Rechtsangelegenheiten
    - Abteilung I/5: Öffentlichkeitsarbeit, Protokoll und Bürgerservice
      - Bürgerservice

    - Abteilung I/6: IKT und IKT-Infrastruktur
    - Abteilung I/7: Europäische und Internationale Angelegenheiten
    - Abteilung I/8: Wirtschaftsangelegenheiten, Infrastruktur und Sicherheit
      - Amtswirtschaftsstelle

    - Compliance-Management

  - Sektion II: Arbeitsrecht und Zentral-Arbeitsinspektorat
    - Büroservicestelle (Kanzlei, Büroservice, Support)
    - Gruppe II/A: Zentral-Arbeitsinspektorat
      - II/A/StabHHAI: Stabstelle Haushaltsangelegenheiten Arbeitsinspektorate
      - Abteilung II/A/1: Bau- und Bergwesen, Administration
        - Referat II/A/1/a: Informationsmanagement, Datenaufbereitung

      - Abteilung II/A/2: Technischer Arbeitnehmerschutz
      - Abteilung II/A/3: Recht, Steuerung
      - Abteilung II/A/4: Arbeitsmedizin, Arbeitspsychologie
      - Abteilung II/A/5: Innovation für die Arbeitsinspektorate
      - Abteilung II/A/6: Internationaler technischer Arbeitnehmerschutz

    - Gruppe II/B: Arbeitsrecht
      - Abteilung II/B/7: Legistik Verwendungsschutz, Landarbeitsrecht
      - Abteilung II/B/8: Kollektives Arbeitsrecht
      - Abteilung II/B/9: Arbeitsvertragsrecht, Grundlagenarbeit, Dokumentation
      - Abteilung II/B/10: Internationale und EU-Sozialpolitik im Arbeitsrecht
        - Referat II/B/10/a: Internationale Sozialpolitik

    - Gruppe II/C: Verkehrs-Arbeitsinspektorat (Zentral-Arbeitsinspektorat)
      - Abteilung II/C/11: Verkehrs-Arbeitsinspektorat Schienenbahnen
      - Abteilung II/C/12: Verkehrs-Arbeitsinspektorat Luftfahrt, Schifffahrt, Seilbahnen

  - Sektion III: Arbeitsmarkt
    - Büroservicestelle
    - Gruppe III/A: Internationale Arbeitsmarktpolitik, Dienstleistungen AMS, Budget
      - III/A/StabBamZ: Stabstelle Bilaterale arbeitsmarktpolitische Zusammenarbeit
      - III/A/StabEBE: Stabstelle ESF-Bescheinigung, Evaluierung des ESF, EMCO
      - Abteilung III/A/2: Schnittstelle Beschäftigung-Gesundheit-Alterssicherung, ältere Arbeitnehmerinnen und Arbeitnehmer
      - Abteilung III/A/3: Internationale Arbeitsmarktpolitik, Europäischer Globalisierungsfonds
      - Abteilung III/A/6: Budget
        - Referat III/A/6/a: Information Arbeitsmarktentwicklung, Analyse

      - Abteilung III/A/9: Europäischer Sozialfonds
      - Abteilung III/A/10: Dienstleistungen Arbeitsmarktservice

    - Gruppe III/B: Arbeitsmarktrecht, Organisation AMS, Arbeitsmarktförderung
      - III/B/StabIAR: Stabstelle Internationales Arbeitsmarktrecht
      - Abteilung III/B/1: Arbeitsmarktrecht und Arbeitslosenversicherung
      - Abteilung III/B/4: Förderungen, Jugendliche
        - Referat III/B/4/a: Integration Jugendlicher und junger Erwachsener in Ausbildung und Arbeitsmarkt

      - Abteilung III/B/5: Aufsichts- und Prüftätigkeiten iZm dem Arbeitsmarktservice und der IEF-Service GmbH
      - Abteilung III/B/7: Ausländerbeschäftigung

## Geschäftsbereiche
Das Bundesministerium für Arbeit hat die folgenden nachgeordneten Dienststellen:
- Arbeitsinspektorat Burgenland
- Arbeitsinspektorat für Bauarbeiten
- Arbeitsinspektorat Kärnten
- Arbeitsinspektorat NÖ Industrieviertel
- Arbeitsinspektorat NÖ Mostviertel
- Arbeitsinspektorat NÖ Waldviertel
- Arbeitsinspektorat Oberösterreich Ost
- Arbeitsinspektorat Oberösterreich West
- Arbeitsinspektorat Salzburg
- Arbeitsinspektorat Steiermark
- Arbeitsinspektorat Tirol
- Arbeitsinspektorat Vorarlberg
- Arbeitsinspektorat Wien Nord und NÖ Weinviertel
- Arbeitsinspektorat Wien Süd und Umgebung
- Arbeitsinspektorat Wien West-Ost
- Arbeitsinspektorat Wien Zentrum

Folgende ausgegliederte Einrichtungen sind dem Ressortbereich zuzuordnen:
- Arbeitsmarktservice (AMS)
- IEF-Service GmbH